# Marine la Déguisée
Pour les articles homonymes, voir Sainte Marine.
Marine (ou Marie) de Bithynie, dite Marine la Déguisée et parfois Marin/Marine, est une sainte vierge légendaire chrétienne. 
Selon la tradition chrétienne catholique, romaine et maronite, elle entre au monastère de Qannoubine, au Liban, sous l'identité masculine de frère Marin, et mène une vie ascétique exemplaire. À la suite de l'accusation de viol par la fille d'un aubergiste (ignorante de son genre véritable), frère Marin est expulsé du couvent et doit s'occuper de l'enfant. Après sa réintégration et sa mort au couvent, les moines découvrent que c'est une femme durant sa toilette mortuaire et font pénitence de leur injuste accusation.
Sa fête a lieu le 18 juin en Occident. La translation de ses reliques à Venise, ville sous son patronage, est commémorée le 17 juillet. En raison de son histoire, les personnes transgenres chrétiennes se placent sous son patronage.

## Hagiographie

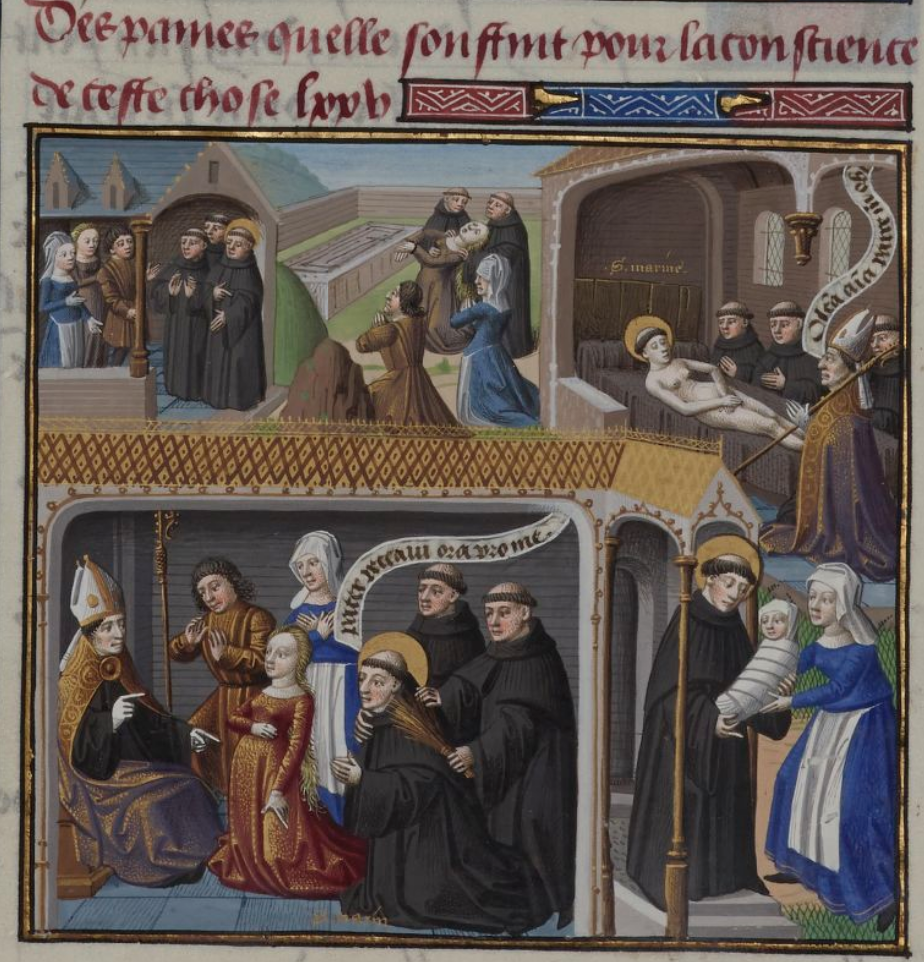
Sainte Marine accusée (Paris, BnF, Français 51 f.201v). On voit le corps dévoilé de frère Marin lors de la toilette mortuaire en haut à droite de l'image.

Les récits de la vie de frère Marin font l'objet de plusieurs retranscriptions dans divers manuscrits, dont La Légende dorée de Jacques de Voragine et dans le Speculum historiale (aussi connu sous le titre de Miroir historial) de Vincent de Beauvais. La réalité historique du personnage n'est pas établie. Cette histoire est cependant reprise dans le Roman de Cassidorus.
Les diverses sources s'accordent sur le déroulement suivant : le père de Marine entre dans un monastère, et il entre dans le même que lui, en cachant sa féminité et en se faisant par la suite appeler frère Marin. Son père meurt comme moine exemplaire. Sorti avec ses confrères pour affaires, et résidant dans une auberge, frère Marin se trouve accusé d'avoir mis enceinte la fille de l'aubergiste, et est expulsé du monastère, avec pour ordre de s'occuper de l'enfant. Après un temps donné à vivre d'aumônes et de jeûnes, frère Marin est réintégré à la demande des frères. Il meurt après sa réintégration, et on découvre lors de sa toilette mortuaire que son corps est non conforme à son genre déclaré, de sorte qu'il n'a pu être l'auteur de l'agression de la fille de l'aubergiste.

### Prénom et vie au couvent
L’Histoire de sainte Marine, texte du Ve siècle en syriaque, indique que son père, un séculier voulant se faire moine, veut d'abord la mettre dans un couvent de vierges, mais la voyant tant pleurer pour rester auprès de lui, il décide de ne pas s'en séparer. Si la majorité des versions donnent Marine comme prénom de naissance, celle-ci indique que, comme elle ne voulut pas le quitter, il fit passer sa fille Marie pour un garçon appelée Marine (Marina), nom masculin en syriaque,.
Marine aurait vécu vers le Ve siècle au monastère de Qannoubine,.

### Sources secondaire
- Clovis Maillet, Les genres fluides : de Jeanne d'Arc aux saintes trans, 2020 (ISBN 978-2-918682-76-9 et 2-918682-76-4, OCLC 1200808851, lire en ligne).
- (it) Valeria Palumbo, Svestite da uomo, Rizzoli, 2007 (ISBN 978-88-17-01695-7 et 88-17-01695-0, OCLC 799622667, lire en ligne).

### Sources primaires
- Jacques de Voragine, La Légende dorée, vol. 2, Édouard Rouveyre, rééd.1902 (lire en ligne).
- Sebastian P. Brock, « St Marina and Satan: A Syriac dialogue poem », Collectanea Christiana Orientalia 5, 35-57 (2008),‎ 2008 (ISSN 1697-2104, lire en ligne, consulté le 13 mai 2022)